# Cap de Menorca
El Cap de Menorca és un cap de l'illa de Mallorca i es troba al municipi d'Alcúdia. El topònim fa referència a la direcció del cap: mira cap a l'illa de Menorca.